# ببرماهی نقره‌ای
ببرماهی نقره‌ای (نام علمی: Datnioides polota) نام یک گونه از سرده ببرماهی است.